# Rathaus (Oberhohenried)

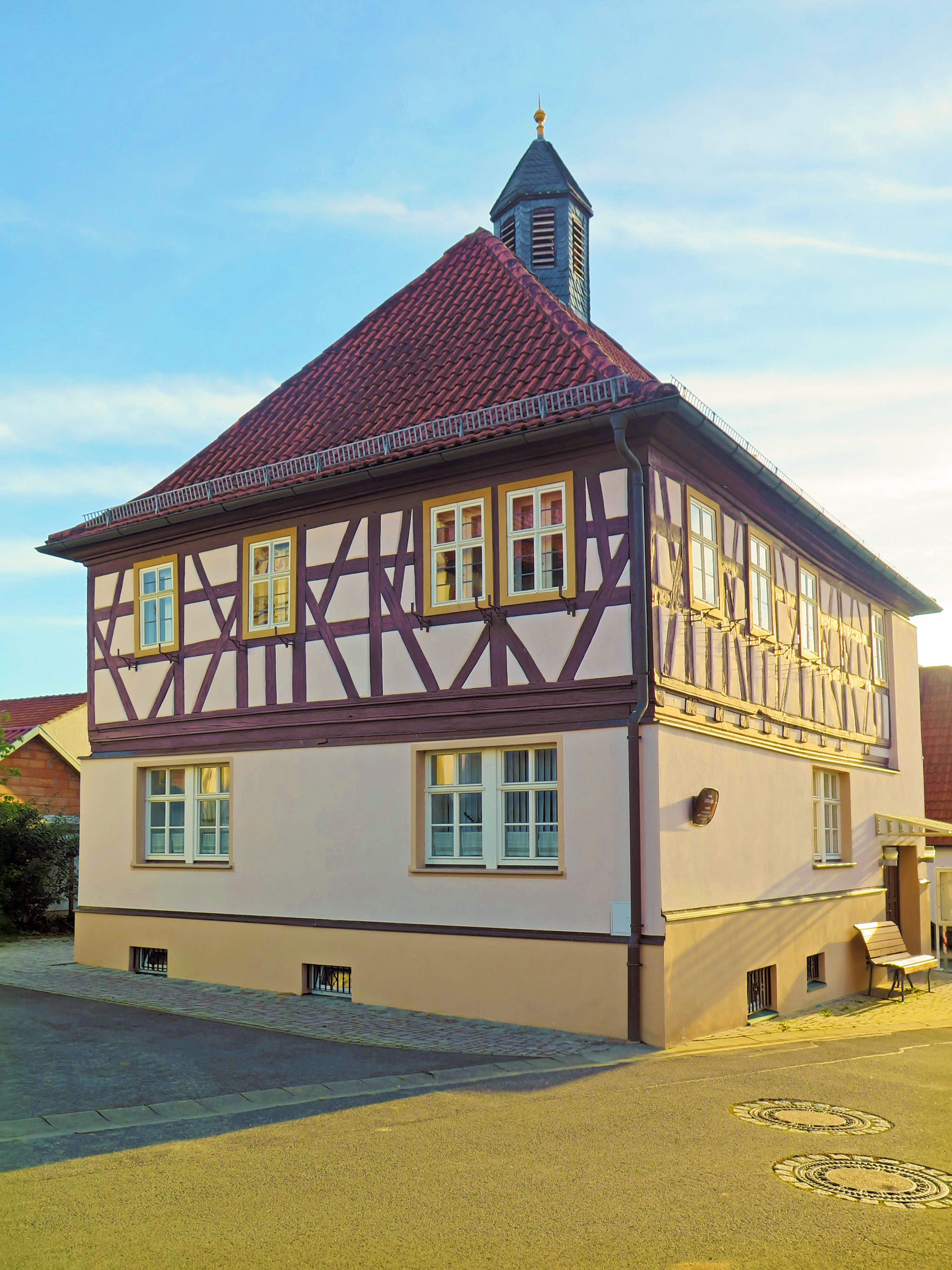
Ehemaliges Rathaus in Oberhohenried, 2015

Das Rathaus in Oberhohenried, einem Stadtteil von Haßfurt im unterfränkischen Landkreis Haßberge in Bayern, wurde im frühen 18. Jahrhundert errichtet. Das ehemalige Rathaus mit der Adresse Am Steingrund 5 ist ein geschütztes Baudenkmal. 
Der zweigeschossige Walmdachbau mit Fachwerkobergeschoss hat Fachwerkverzierungen in Form von Mannfiguren.
Der sechseckige Dachreiter mit Zeltdach wird von einem Dachknauf bekrönt.